# Yvonne Estachy
Yvonne Estachy, née Yvonne Paimpec le 6 avril 1907 à Bastia (Corse) et morte le 16 août 1985 à Marseille (Bouches-du-Rhône), est une femme politique française.

## Biographie
Née en Corse, mais élevée à Marseille, Yvonne Paimpec est la fille d'un commis de la marine marchande. Elle poursuit ses études jusqu'au brevet élémentaire avant de travailler à son compte comme couturière. En 1927, elle épouse François Biana.
C'est dans cette ville qu'elle entame sa vie militante. À la suite des émeutes du 6 février 1934, elle se rapproche des communistes marseillais, notamment François Billoux et Jean Cristofol, puis adhère au Parti communiste en 1936.
Pendant la guerre, elle est arrêtée, et perd contact jusqu'en 1943 avec le parti. Elle mène alors des actions clandestines à petite échelle.
Mais ce n'est qu'après la seconde guerre mondiale, et son remariage, avec Joseph Estachy, lui aussi militant communiste, en décembre 1944, que commence sa carrière politique.
En octobre 1945, elle est candidate en position non-éligible (la dernière) sur la liste menée par François Billoux dans les Bouches-du-Rhône pour l'élection de la première assemblée constituante.
Remontée en cinquième position sur la liste qui compte quatre sortants, elle n'est pas plus heureuse en juin 1946. La situation est la même en novembre de cette même année.
En 1946, elle est élue au conseil municipal de Marseille, et entre au bureau de la fédération communiste des Bouches-du-Rhône. Mais c'est surtout au sein de l'Union des femmes françaises qu'elle s'investit : secrétaire départementale en 1947, membre du conseil national à partir de 1949, elle siège au bureau national en 1951.
En 1951, elle est remontée en troisième position sur la liste de François Billoux. Avec 38,9 %, celle-ci conserve les quatre sièges détenus jusque là, et Yvonne Estachy devient députée.
A l'assemblée, elle s'intéresse surtout aux questions scolaires et familiale. Elle propose par exemple en septembre 1951 la création d'une « prime de rentrée des classes » pour chaque écolier, ou d'élargir l'attribution des allocations familiales en la versant dès le premier enfant (1953).
Elle intervient aussi beaucoup en tribune, toujours sur des sujets en lien avec la question sociale en général.
Sur les questions de politique générale, elle ne se distingue pas dans ses prises de position et ses votes, de la ligne définie par le PCF. Il en est de même dans la vie interne du parti. Ainsi, en 1950, elle participe aux « comités de défense des persécutés et emprisonnés en Yougoslavie », qui développent une campagne anti-titiste.
Réélue en 1956, elle est toujours aussi active. En 1957, elle demande notamment l'attribution d'un livret de famille aux mères célibataires.
Mais, le retour au scrutin d'arrondissement en 1958 met un terme à sa carrière de parlementaire. N'obtenant que 18 % des voix au premier tour, elle n'est pas réélue.
En 1959, elle retrouve le conseil municipal de Marseille, où elle siège jusqu'en 1965.

## Détail des fonctions et des mandats
Mandats parlementaires
- 17 juin 1951 - 1er décembre 1955 : Députée des Bouches-du-Rhône
- 2 janvier 1956 - 8 décembre 1958 : Députée des Bouches-du-Rhône